# Ode per un banchiere
Ode per un banchiere (Ode to a Banker) è un romanzo giallo storico del 2000 scritto da Lindsey Davis, dodicesimo volume della serie ambientata nella Roma imperiale del I secolo, incentrata sulle indagini dell'investigatore privato Marco Didio Falco.
È ambientato a Roma nell'estate del 74 d.C. .

## Edizioni
- Lindsey Davis, Ode per un banchiere, collana I Marlin, traduzione di Maria Elena Vaccarini, Marco Tropea Editore, 2011, ISBN 978-88-558-0169-0.